# Гејлсвил (Алабама)
Гејлсвил (енгл. Gaylesville) град је у америчкој савезној држави Алабама. По попису становништва из 2010. у њему је живело 144 становника.

## Демографија
Према попису становништва из 2010. у граду је живело 144 становника, што је 4 (2,9%) становника више него 2000. године.
| Група             | 2000.       | 2010.       |
| Белци             | 139 (99,3%) | 138 (95,8%) |
| Афроамериканци    | 0 (0,0%)    | 0 (0,0%)    |
| Азијати           | 0 (0,0%)    | 0 (0,0%)    |
| Хиспаноамериканци | 0 (0,0%)    | 5 (3,5%)    |
| Укупно            | 140         | 144         |